# Copa Libertadores Femenina 2015
Copa Libertadores Femenina 2015 diễn ra tại Colombia từ 28 tháng 10 tới 5 tháng 11 năm 2015. Ferroviária là đội vô địch của giải.

## Vòng bảng
Giờ thi đấu là giờ địa phương (COT/UTC−5).

### Bảng A
| VT | Đội                    | ST | T | H | B | BT | BB | HS  | Đ | Giành quyền tham dự     |
| -- | ---------------------- | -- | - | - | - | -- | -- | --- | - | ----------------------- |
| 1  | São José               | 3  | 2 | 1 | 0 | 12 | 1  | +11 | 7 | Vòng đấu loại trực tiếp |
| 2  | Estudiantes de Guárico | 3  | 1 | 1 | 1 | 5  | 5  | 0   | 4 |                         |
| 3  | Cerro Porteño          | 3  | 1 | 1 | 1 | 3  | 7  | −4  | 4 |                         |
| 4  | Real Pasión (H)        | 3  | 0 | 1 | 2 | 1  | 8  | −7  | 1 |                         |

| Real Pasión | 0–0     | Cerro Porteño |
| ----------- | ------- | ------------- |
|             | Báo cáo |               |

| São José   | 1–1     | Estudiantes de Guárico |
| ---------- | ------- | ---------------------- |
| Renata 86' | Báo cáo | Viso 41' (ph.đ.)       |

| Real Pasión  | 1–2     | Estudiantes de Guárico     |
| ------------ | ------- | -------------------------- |
| Balcazar 13' | Báo cáo | Astudillo 43' · Guzmán 88' |

| São José                                                | 5–0     | Cerro Porteño |
| ------------------------------------------------------- | ------- | ------------- |
| Rita 7', 65', 67' (ph.đ.) · Michele 14' · Ludmila 90+2' | Báo cáo |               |

Trận đấu giữa São José và Cerro Porteño bị hoãn sau 50 phút thi đấu vì trời mưa to. Trận đấu tiếp tục trở lại vào lúc 14:15 ngày 1 tháng 11 năm 2015 tại Estadio Atanasio Girardot, Medellín.
| Cerro Porteño                            | 3–2     | Estudiantes de Guárico         |
| ---------------------------------------- | ------- | ------------------------------ |
| Safuan 27' · Álvarez 66' · Fleitas 90+4' | Báo cáo | Villamizar 85' · Mendoza 90+3' |

| São José                                                          | 6–0     | Real Pasión |
| ----------------------------------------------------------------- | ------- | ----------- |
| Rita 1', 45' (ph.đ.) · Valdirene 30' · Francisleide 51', 52', 67' | Báo cáo |             |

### Bảng B
| VT | Đội         | ST | T | H | B | BT | BB | HS | Đ | Giành quyền tham dự     |
| -- | ----------- | -- | - | - | - | -- | -- | -- | - | ----------------------- |
| 1  | Ferroviária | 3  | 2 | 1 | 0 | 9  | 0  | +9 | 7 | Vòng đấu loại trực tiếp |
| 2  | UAI Urquiza | 3  | 2 | 1 | 0 | 6  | 4  | +2 | 7 | Vòng đấu loại trực tiếp |
| 3  | Colón       | 3  | 1 | 0 | 2 | 6  | 9  | −3 | 3 |                         |
| 4  | Espuce      | 3  | 0 | 0 | 3 | 2  | 10 | −8 | 0 |                         |

| Ferroviária                              | 5–0     | Espuce |
| ---------------------------------------- | ------- | ------ |
| Juliana 11' · Adriane 17', 20', 67', 90' | Báo cáo |        |

| UAI Urquiza                                   | 4–3     | Colón                            |
| --------------------------------------------- | ------- | -------------------------------- |
| Ugarte 47', 50', 52' · Bonsegundo 84' (ph.đ.) | Báo cáo | Domeniguini 22', 79' · Viana 32' |

| Ferroviária                                            | 4–0     | Colón |
| ------------------------------------------------------ | ------- | ----- |
| Daiane 32' · Ana María 34' · Tabatha 45' · Rafaela 60' | Báo cáo |       |

| UAI Urquiza             | 2–1     | Espuce       |
| ----------------------- | ------- | ------------ |
| Ugarte 22' · Bedine 56' | Báo cáo | Pullas 90+2' |

| UAI Urquiza | 0–0     | Ferroviária |
| ----------- | ------- | ----------- |
|             | Báo cáo |             |

| Espuce        | 1–3     | Colón                      |
| ------------- | ------- | -------------------------- |
| Rodríguez 55' | Báo cáo | Suárez 2' · Viana 12', 90' |

### Bảng C
| VT | Đội                  | ST | T | H | B | BT | BB | HS  | Đ | Giành quyền tham dự     |
| -- | -------------------- | -- | - | - | - | -- | -- | --- | - | ----------------------- |
| 1  | Colo Colo            | 3  | 3 | 0 | 0 | 11 | 1  | +10 | 9 | Vòng đấu loại trực tiếp |
| 2  | Formas Íntimas (H)   | 3  | 2 | 0 | 1 | 20 | 3  | +17 | 6 |                         |
| 3  | San Martín de Porres | 3  | 1 | 0 | 2 | 8  | 16 | −8  | 3 |                         |
| 4  | Universitario        | 3  | 0 | 0 | 3 | 2  | 21 | −19 | 0 |                         |

| Colo Colo                                     | 4–0     | Universitario |
| --------------------------------------------- | ------- | ------------- |
| Soto 12', 67' · Villamayor 48' · Guerrero 79' | Báo cáo |               |

| Formas Íntimas                                                                                   | 9–1     | San Martín de Porres |
| ------------------------------------------------------------------------------------------------ | ------- | -------------------- |
| Cuesta 3' · Velásquez 12' · Usme 15', 71', 77', 90' · Castañeda 23' · Cardona 48' · Peñaloza 73' | Báo cáo | López 65'            |

| Colo Colo                                                          | 5–1     | San Martín de Porres |
| ------------------------------------------------------------------ | ------- | -------------------- |
| Villamayor 18' (ph.đ.), 26' · Aedo 65' · Sáez 71' · Guerrero 90+2' | Báo cáo | Sandoval 12'         |

| Formas Íntimas                                                                         | 11–0    | Universitario |
| -------------------------------------------------------------------------------------- | ------- | ------------- |
| Castaño 7' · Cuesta 20', 45', 49', 70' · Peñaloza 48', 64' · Usme 51', 86', 87', 90+1' | Báo cáo |               |

| Universitario              | 2–6     | San Martín de Porres                                   |
| -------------------------- | ------- | ------------------------------------------------------ |
| Flores 56' · Fernández 90' | Báo cáo | López 15', 71', 85' · Cárdenas 17' · Sandoval 45', 53' |

| Formas Íntimas | 0–2     | Colo Colo          |
| -------------- | ------- | ------------------ |
|                | Báo cáo | Villamayor 6', 57' |

### Xếp hạng đội nhì bảng
| VT | Bg | Đội                    | ST | T | H | B | BT | BB | HS  | Đ | Giành quyền tham dự     |
| -- | -- | ---------------------- | -- | - | - | - | -- | -- | --- | - | ----------------------- |
| 1  | B  | UAI Urquiza            | 3  | 2 | 1 | 0 | 6  | 4  | +2  | 7 | Vòng đấu loại trực tiếp |
| 2  | C  | Formas Íntimas         | 3  | 2 | 0 | 1 | 20 | 3  | +17 | 6 |                         |
| 3  | A  | Estudiantes de Guárico | 3  | 1 | 1 | 1 | 5  | 5  | 0   | 4 |                         |

## Vòng đấu loại trực tiếp
|  | Bán kết               | Bán kết   |                       |   | Chung kết | Chung kết |
|  |                       |           |                       |   |           |           |
|  | 5 tháng 11 - Envigado |           |                       |   |           |           |
|  |                       |           |                       |   |           |           |
|  | São José              | 0         |                       |   |           |           |
|  | São José              | 0         | 8 tháng 11 - Medellín |   |           |           |
|  | Ferroviária           | 1         |                       |   |           |           |
|  | Ferroviária           | 1         | Ferroviária           | 3 |           |           |
|  | 5 tháng 11 - Envigado |           | Ferroviária           | 3 |           |           |
|  |                       | Colo Colo | 1                     |   |           |           |
|  | Colo Colo             | Colo Colo | 1                     | 2 |           |           |
|  | Colo Colo             |           |                       | 2 |           |           |
|  | UAI Urquiza           | 0         |                       |   |           |           |
|  | UAI Urquiza           | 0         | Tranh hạng ba         |   |           |           |
|  |                       |           |                       |   |           |           |
|  | 8 tháng 11 - Medellín |           |                       |   |           |           |
|  |                       |           |                       |   |           |           |
|  | São José              | 1 (5)     |                       |   |           |           |
|  | São José              | 1 (5)     |                       |   |           |           |
|  | UAI Urquiza (p)       | 1 (6)     |                       |   |           |           |

### Bán kết
| São José | 0–1     | Ferroviária |
| -------- | ------- | ----------- |
|          | Báo cáo | Adriane 1'  |

| Colo Colo           | 2–0     | UAI Urquiza |
| ------------------- | ------- | ----------- |
| Sáez 41' · Lara 79' | Báo cáo |             |

### Tranh hạng ba
| São José          | 1–1     | UAI Urquiza    |
| ----------------- | ------- | -------------- |
| Rita 89'          | Báo cáo | Bonsegundo 90' |
| Loạt sút luân lưu |         |                |
|                   | 5–6     |                |

### Chung kết
| Ferroviária                      | 3–1     | Colo Colo                |
| -------------------------------- | ------- | ------------------------ |
| Tabatha 18', 25' · Ana María 43' | Báo cáo | Villamayor 45+2' (ph.đ.) |